# Caríntia
Caríntia (em alemão: Kärnten, em esloveno Koroška e em italiano: Carinzia) é um Estado da Áustria;  Klagenfurt - sua capital -, Villach e Spittal são suas maiores cidades. Possui 9 536 quilômetros quadrados de área, com 560 939 habitantes segundo censo de 2019. A maior parte da população fala alemão, havendo uma minoria falante de esloveno.

## Divisões administrativas
O estado é dividido em 8 distritos (Bezirke), e duas cidades estatutárias (Statutarstädte).

### Distritos
- Distrito de Feldkirchen (FE)
- Distrito de Hermagor (HE)
- Distrito de Klagenfurt-Land (KL)
- Distrito de Sankt Veit an der Glan (SV)
- Distrito de Spittal an der Drau (SP)
- Distrito de Villach-Land (VL)
- Distrito de Völkermarkt (VK)
- Distrito de Wolfsberg (WO)

### Cidades Estatutárias
- Klagenfurt (K)
- Villach (VI)